# Greg Reain
Greg Reain (* 10. Oktober 1977 in Ottawa) ist ein ehemaliger kanadischer Cyclocross-Radrennfahrer.

## Karriere
Greg Reain fuhr in den Jahren 2005 und 2006 für die deutsche Crossmannschaft Stevens Racing Team. In seinem zweiten Jahr dort wurde er kanadischer Meister im Cyclocross und gewann den Aurora Cross. Ab 2007 stand Reain bei dem kanadischen Continental Team Calyon-Litespeed unter Vertrag. In der Cyclocross-Saison 2007/2008 entschied er den Centennial Park Cross für sich.

## Erfolge
2006/2007
- Aurora Cross, Aurora
- Kanadischer Crossmeister

2007/2008
- Centennial Park Cross, Etobicoke

## Teams
- 2005 Stevens Racing Team (ab 09.06.)
- 2006 Stevens Racing Team
- 2007 Calyon-Litespeed